# جامع التركي
جامع التركي هو جامع تم تأسيسه في عام 1414 هـ على نفقة الشيخ بدرالدين بن عبد الكريم التركي، يقع المسجد في محافظة جدة في حي الربوة شمال دوار الهندسة بجوار الدفاع المدني، يعتبر جامع التركي من أكبر الجوامع في جدة، ويتميز بهندسة معمارية جميلة، كما يتميز الجامع بحلقات تحفيظ القرآن الكريم حيث يبلغ عدد الحلقات بالجامع  أربعة حلقة بها ما يقارب من ستين طالب، وتم تخريج ما يقارب 15 حافظ لكتاب الله، ويقيم الجامع دورات لطلاب التحفيظ منها الدورة الصيفية القرآنية، ودورة البراعم والأشبال وغيرها من المناشط والبرامج المتنوعة والخيرية الهادفة والمفيدة، إمام  الجامع هو الشيخ عامر الجليل ومؤذنه هو ممدوح النفيسي.

## وصلات خارجية
- موقع جامع التركي على الخريظة